# Wimauma
Wimauma és una concentració de població designada pel cens dels Estats Units a l'estat de Florida. Segons el cens del 2000 tenia 4.246 habitants.

## Demografia
Segons el cens del 2000, Wimauma tenia 4.246 habitants, 951 habitatges, i 820 famílies. La densitat de població era de 194,7 habitants/km².
Dels 951 habitatges en un 53,5% hi vivien nens de menys de 18 anys, en un 59,2% hi vivien parelles casades, en un 17,8% dones solteres, i en un 13,7% no eren unitats familiars. En el 8,8% dels habitatges hi vivien persones soles el 4,1% de les quals corresponia a persones de 65 anys o més que vivien soles. El nombre mitjà de persones vivint en cada habitatge era de 4,31 i el nombre mitjà de persones que vivien en cada família era de 4,36.
Per edats la població es repartia de la següent manera: un 38,6% tenia menys de 18 anys, un 14,2% entre 18 i 24, un 27,9% entre 25 i 44, un 13,6% de 45 a 60 i un 5,7% 65 anys o més.
L'edat mediana era de 24 anys. Per cada 100 dones de 18 o més anys hi havia 124,5 homes.
La renda mediana per habitatge era de 35.114 $ i la renda mediana per família de 34.671 $. Els homes tenien una renda mediana de 20.484 $ mentre que les dones 19.604 $. La renda per capita de la població era de 8.597 $. Entorn del 26,5% de les famílies i el 31,7% de la població estaven per davall del llindar de pobresa.

## Poblacions més properes
El següent diagrama mostra les poblacions més properes.